# Tinjar Valles
Tinjar Valles é um antigo vale fluvial no quadrângulo de Amenthes em Marte, localizado a 38° latitude norte e 235.8° longitude oeste.  Sua extensão é de 425 km e recebeu o nome moderno de um rio em Sarawak, Malásia.